# Kommissionen von der Leyen II
Kommissionen von der Leyen II är den nuvarande europeiska kommission som leds av Ursula von der Leyen (EPP) sedan den 1 december 2024. Ursula von der Leyen föreslogs av Europeiska rådet som kommissionsordförande för en andra mandatperiod den 27 juni 2024 och valdes den 18 juli 2024 av Europaparlamentet med en absolut majoritet bestående av 401 röster för. Den 27 november 2024 godkändes den nya kommissionen i sin helhet av Europaparlamentet med 370 röster för och 282 röster emot.
Den nya kommissionen utsågs av Europeiska rådet den 28 november 2024 och tillträdde den 1 december 2024.

## Politiska riktlinjer
Den 18 juli 2024 presenterade Ursula von der Leyen sina politiska riktlinjer som föreslagen kommissionsordförande. Riktlinjerna fokuserade på ökad tillväxt och konkurrenskraft, ett fördjupat försvarssamarbete och mer social rättvisa.

## Utnämning

### Parlamentariskt stöd
För att kunna tillträda var Ursula von der Leyen tvungen att först godkännas av Europaparlamentet med en absolut majoritet. Eftersom de tre största pro-europeiska grupperna – EPP-gruppen, S&D-gruppen och Renew-gruppen – totalt sett minskade i valet 2024 var det oklart inför omröstningen om hon skulle erhålla en majoritet. Detta eftersom omröstningen om von der Leyen skulle vara sluten och vissa av de cirka 400 ledamöter tillhörandes de tre grupperna inte väntades rösta för eller närvara. Avgörandet skulle därför fällas av antingen den konservativa ECR-gruppen eller den gröna G/EFA-gruppen.
Inför omröstningen i Europaparlamentet presenterade von der Leyen sina politiska riktlinjer och höll ett tal inför parlamentet där hon betonade de viktigaste delarna av sitt politiska program. Talet följdes av en debatt i kammaren mellan partigrupperna. Den gröna G/EFA-gruppen meddelade då sitt stöd till von der Leyen för en andra mandatperiod, medan ECR-gruppen förblev splittrad.
I den slutna omröstningen som följde efter debatten röstade 401 ledamöter av 707 röstande för von der Leyen. Hon uppnådde därmed kravet om minst 360 röster..

### Utnämning av den höga representanten
Efter Europeiska rådets sammanträde i juni 2024 stod det klart att Kaja Kallas skulle utses till ny hög representant för utrikes frågor och säkerhetspolitik tillsammans med Ursula von der Leyen som föreslagen kommissionsordförande. Efter att von der Leyen hade blivit vald av Europaparlamentet den 16 juli 2024 samtyckte hon till utnämningen av Kallas som ny hög representant, ett krav för att Kallas skulle kunna utses till posten. Europeiska rådet utnämnde Kallas till ny hög representant med start från och med den nya kommissionens tillträde genom ett beslut den 24 juli 2024.

### Kommissionsledamöter
| Parti     | Mandat |  |
| --------- | ------ |  |
| EPP       | 13     |  |
| PES       | 4      |  |
| ALDE      | 3      |  |
| ECR       | 1      |  |
| Partilösa | 6      |  |
| Totalt    | 27     |  |

I enlighet med EU:s grundfördrag nominerar varje medlemsstat en eller flera personer till kommissionsledamöter. Därefter utarbetar Europeiska unionens råd, i samförstånd med den valda kommissionsordföranden, en förteckning över de nominerade kommissionsledamöterna, en från varje medlemsstat. Denna förteckning antogs den 19 september 2024. Varje föreslagen kommissionsledamot utfrågas därefter i Europaparlamentet innan parlamentet röstar om förslaget till ny kommission i sin helhet. Först därefter kan Europeiska rådet formellt utse den nya kommissionen.
Den 25 juni 2024 nominerade den irländska regeringen Michael McGrath till ny kommissionsledamot. Den 4 juli 2024 nominerade den finländska regeringen Henna Virkkunen till ny kommissionsledamot. Den 8 juli 2024 tillkännagav den svenska regeringen att Jessika Roswall (M) föreslås till ny kommissionsledamot från Sverige.
I juni 2024 uttalade Frankrikes president Emmanuel Macron sitt stöd för en andra mandatperiod för den nuvarande kommissionsledamoten Thierry Breton, och han nominerades i slutet av juli 2024. I mitten av september 2024 framkom dock att von der Leyen hade bett Macron om en ny nominering. Till följd av detta avgick Breton med omedelbar verkan från kommissionen. Istället nominerades Stéphane Séjourné.
von der Leyen uppmanade alla medlemsstater att nominera två kandidater, en man och en kvinna, såvida inte en redan sittande kommissionsledamot gavs förnyat förtroende. I slutet av augusti 2024 hade dock endast den bulgariska regeringen tillmötesgått detta krav och nominerat två kandidater.
|  |                        | Namn                   | Partitillhörighet | Medlem sedan | Befattning                                                                                         | Utsedd från   |  |
|  | ---------------------- | ---------------------- | ----------------- | ------------ | -------------------------------------------------------------------------------------------------- | ------------- |  |
|  | Ursula von der Leyen   | Ursula von der Leyen   | EPP (CDU)         | 2019-12-01   | Europeiska kommissionens ordförande                                                                | Tyskland      |  |
|  | Teresa Ribera          | Teresa Ribera          | PES (PSOE)        | 2024-12-01   | Verkställande vice ordförande; ren, rättvis och konkurrenskraftig omställning                      | Spanien       |  |
|  |                        | Henna Virkkunen        | EPP (Saml)        | 2024-12-01   | Verkställande vice ordförande; teknologisk självständighet, säkerhet och demokrati                 | Finland       |  |
|  | Stéphane Séjourné      | Stéphane Séjourné      | – (RE)            | 2024-12-01   | Verkställande vice ordförande; välstånd och industristrategi                                       | Frankrike     |  |
|  | Kaja Kallas            | Kaja Kallas            | ALDE (ER)         | 2024-12-01   | Vice ordförande; hög representant för utrikes- och säkerhetspolitik                                | Estland       |  |
|  | Roxana Mînzatu         | Roxana Mînzatu         | PES (PSD)         | 2024-12-01   | Verkställande vice ordförande; sociala rättigheter och färdigheter, kvalitetsjobb och förberedelse | Rumänien      |  |
|  | Raffaele Fitto         | Raffaele Fitto         | ECR (FdI)         | 2024-12-01   | Verkställande vice ordförande; sammanhållning och reformer                                         | Italien       |  |
|  | Maroš Šefčovič         | Maroš Šefčovič         | – (Smer)          | 2009-10-01   | Ledamot; handel och ekonomisk säkerhet, interinstitutionella relationer och transparens            | Slovakien     |  |
|  | Valdis Dombrovskis     | Valdis Dombrovskis     | EPP (V)           | 2014-11-01   | Ledamot; ekonomi och produktivitet, implementering och förenkling                                  | Lettland      |  |
|  | Dubravka Šuica         | Dubravka Šuica         | EPP (HDZ)         | 2019-12-01   | Ledamot; Medelhavet                                                                                | Kroatien      |  |
|  | Olivér Várhelyi        | Olivér Várhelyi        | –                 | 2019-12-01   | Ledamot; hälsa och djurskydd                                                                       | Ungern        |  |
|  | Wopke Hoekstra         | Wopke Hoekstra         | EPP (CDA)         | 2023-10-09   | Ledamot; klimat, nollutsläpp och ren tillväxt                                                      | Nederländerna |  |
|  | Andrius Kubilius       | Andrius Kubilius       | EPP (TS–LKD)      | 2024-12-01   | Ledamot; försvar och rymdfrågor                                                                    | Litauen       |  |
|  | Marta Kos              | Marta Kos              | –                 | 2024-12-01   | Ledamot; utvidgning                                                                                | Slovenien     |  |
|  | Jozef Síkela           | Jozef Síkela           | – (STAN)          | 2024-12-01   | Ledamot; internationella partnerskap                                                               | Tjeckien      |  |
|  | Costas Kadis           | Costas Kadis           | –                 | 2024-12-01   | Ledamot; fiskeri och havspolitik                                                                   | Cypern        |  |
|  | Maria Luís Albuquerque | Maria Luís Albuquerque | EPP (PSD)         | 2024-12-01   | Ledamot; finansiella tjänster samt spar- och investeringsunionen                                   | Portugal      |  |
|  | Hadja Lahbib           | Hadja Lahbib           | ALDE (MR)         | 2024-12-01   | Ledamot; jämställdhet, förberedelse och krisberedskap                                              | Belgien       |  |
|  | Magnus Brunner         | Magnus Brunner         | EPP (ÖVP)         | 2024-12-01   | Ledamot; inrikes frågor och migration                                                              | Österrike     |  |
|  | Jessika Roswall        | Jessika Roswall        | EPP (M)           | 2024-12-01   | Ledamot; miljö, vattenresiliens och en konkurrenskraftig cirkulär ekonomi                          | Sverige       |  |
|  | Piotr Serafin          | Piotr Serafin          | EPP (PO)          | 2024-12-01   | Ledamot; budget, anti-korruption och offentlig förvaltning                                         | Polen         |  |
|  | Dan Jørgensen          | Dan Jørgensen          | PES (S)           | 2024-12-01   | Ledamot; energi och bostäder                                                                       | Danmark       |  |
|  | Ekaterina Zaharieva    | Ekaterina Zaharieva    | EPP (GERB)        | 2024-12-01   | Ledamot; startups, forskning och innovation                                                        | Bulgarien     |  |
|  | Michael McGrath        | Michael McGrath        | ALDE (FF)         | 2024-12-01   | Ledamot; demokrati, rättsliga frågor, rättsstatens principer och konsumentskydd                    | Irland        |  |
|  | Apostolos Tzitzikostas | Apostolos Tzitzikostas | EPP (ND)          | 2024-12-01   | Ledamot; hållbara transporter och turism                                                           | Grekland      |  |
|  | Christophe Hansen      | Christophe Hansen      | EPP (CSV)         | 2024-12-01   | Ledamot; jordbruk och livsmedel                                                                    | Luxemburg     |  |
|  | Glenn Micallef         | Glenn Micallef         | PES (PL)          | 2024-12-01   | Ledamot; intergenerationell rättvisa, ungdomsfrågor, kultur och sport                              | Malta         |  |